# Frank N. Pieke
Frank Nikolaas Pieke (* 23. September 1957 in Amsterdam) ist ein niederländischer Sinologe und Anthropologe und war von August 2018 bis Januar 2020 Direktor des Mercator Institute for China Studies (MERICS) in Berlin.

## Leben
Frank N. Pieke studierte Kulturanthropologie, Geschichte des Modernen Chinas und Chinastudien an der Universität Amsterdam, an der Beijing University sowie an der University of California in Berkeley. 1992 promovierte er in Berkeley im Fach Kulturanthropologie.
Von 1995 bis 2010 lehrte Pieke Politik und Gesellschaft des Modernen Chinas am St Cross College an der Universität Oxford. 2007 bis 2010 war Pieke Gründungsdirektor des Oxford China Centre. 2010 wurde er auf eine Professur am Lehrstuhl für Moderne Chinastudien der Universität Leiden berufen. Von 2016 bis 2017 fungierte er als wissenschaftlicher Leiter des Instituts für Regionalstudien an der Universität Leiden sowie von 2013 bis 2018 als Direktor des LeidenAsiaCentre.
Am 24. Mai 2018 gab die Stiftung Mercator bekannt, dass Pieke neuer Direktor des Mercator Institute for China Studies wird. Die Position übernahm er am 1. August 2018. Unter Piekes Führung leitete MERICS eine Europäisierung der Institutsagenda ein. Pieke leitete das Institut bis Januar 2020.

## Forschungsschwerpunkte
- Der Wandel der Kommunistischen Partei Chinas
- Einwanderergruppen in der VR China und der Wandel der chinesischen Gesellschaft
- Der strategische und politische Einfluss chinesischer Direktinvestitionen in Europa
- Bildungs- und Innovationszusammenarbeit zwischen China und Europa

## Schriften (Auswahl)
- Knowing China. A Twenty-First Century Guide. Cambridge University Press, Cambridge 2016, ISBN 978-1-107587618.
- The Good Communist: Elite Training and State Building in Today’s China, Cambridge University Press, Cambridge 2009, ISBN 978-1107547698.
- Transnational Chinese: Fujianese Migrants in Europe, Stanford University Press, Stanford 2004, ISBN 978-0804749947.